# Omar Belmamoun
 (janvier 2022).
Omar Belmamoun
Omar Belmamoun, né à Rabat, est un dirigeant d'entreprise d'origine marocaine. Il a été classé en 2016 et 2017 par l'Institut Choiseul parmi les 100 dirigeants africains de demain.

## Biographie
Omar Belmamoun est diplômé de HEM Business School et de l'Université Montpellier 1 / ISEM. Il commence sa carrière au sein de la Banque d'investissement Calyon à Paris . En 2009, il complète son cursus par une formation sur le Private equity & Venture capital à Harvard Business School. Depuis Juin 2020, Omar Belmamoun, ayant quitté Platinum Power, devient Senior Advisor de Total Eren à travers sa société spécialisée dans l'économie verte Greenrock,qui ont lancé un projet de production d'hydrogène vert au Maroc. Ce projet constituerait un des investissements étrangers majeurs au Maroc.

### Carrière
Il co-fonde en 2012 et dirige Platinum Power, entreprise spécialisée dans la production d'énergies renouvelables. Omar Belmamoun en détient 44 % des parts, contre 45 % pour le fonds américain Brookstone Partners et 5 % pour TGCC, le leader marocain du BTP. Il fonde en 2012 la société Luminy Invest, entreprise actionnaire de la société Platinum Power et du spécialiste du capital-investissement Brookstone Partners Morocco (BPM). Il occupe le poste de Président Directeur Général de Brookstone Partners Morocco déténu à 50% par Luminy Invest et Omar Belmamoun, dès décembre 2014. 
Platinum Power a développé les premiers barrages privés au Maroc,. Devenant un acteur panafricain des énergies renouvelables, Platinum Power contribue en 2015 à la signature d'un accord cadre d'achat d'énergie concernant des projets hydroélectriques en Côte d'Ivoire.
En 2016, le Groupe E, producteur et distributeur d'électricité suisse s'associe avec Platinum Power pour développer d'avantages les activités d'énergies renouvelables sur le continent africain.
En 2017, un important projet de barrages hydroélectriques a aussi été signé avec le gouvernement camerounais par Platinum Power sous la direction de Omar Belmamoun.
Durant son mandat de PDG, la société Platinum Power a été valorisée à près de 140 millions d'euros.  

### Affaire Brookstone Partners Morocco
En 2014, Brookstone Partners Morroco détenu à 44% par Omar Belmamoun investit 3 millions de dollars dans la société Fincoprime aux Etats-Unis. Faute de transparence et de partage sur les informations financières, Brookstone Partners Morroco porte plainte en 2018 contre Fincoprime, afin de pouvoir réaliser un audit de ces comptes. Cette demande d'audit fut bloquée par Michael Toporek l'associé américain d'Omar Belmamoun à Fincoprime et Brookstone Partners Morroco, . Lors d'une assemblée générale en mai 2019, Omar Belmamoun est révoqué de son poste de PDG du capital-investissement.
En novembre 2020, Omar Belmamoun retrouve son poste de PDG de BPM, le tribunal de Casablanca ayant jugé que le procès verbal de révocation était entaché d'irrégularités.
En décembre 2021 au tribunal de New-York, Omar Belmamoun obtient gain de cause pour l'audit des comptes de Finco prime contre son associé américain.